# Allan Street
Allan Street is een Schots componist, muziekpedagoog, dirigent en kornettist.

## Levensloop
Street had al in jonge jaren een carrière als kornettist. Naast zijn werk in verschillende opera- en filharmonische orkesten, had hij ook een eigen octet opgericht, dat tijdens de Tweede Wereldoorlog een eigen uitzending via BBC Londen verzorgde. Na de oorlog werd hij muziekpedagoog aan verschillende scholen in het Verenigd Koninkrijk. In 1977 ging hij met pensioen.
Verder was hij dirigent van het Derby Light orchestra en later, in de jaren 1960, ook van verschillende brassbands, zoals Dalmellington Band en de Markham Main Colliery Band. Naast en klein werkje voor orkest Pocketful O'Jingle en een groot aantal bewerkingen voor brassband schreef hij de meeste eigen werken voor het medium brassband.

## Composities

### Werken voor orkest
- Pocketful O'Jingle

### Werken voor harmonieorkest en brassband
- 1970 Nott'num Town, musical Goose Fair, voor brassband[1]
- Cockleshell Heroes
- Doon Valey
- Embassy Suite
- Four Solos for Brass Band
- Gemini, voor brassband
- Hobgoblins, voor brassband
- Just Jane, voor brassband
- Kim, voor cornet solo en brassband
- Mancini Magic, voor brassband
- Rococo Variations on a Theme by Tchaikovsky, voor brassband
- Student Days, voor brassband
- Showbiz, voor brassband
- Skirl (Scottish Carnival), voor brassband
- Songs & Dances, voor brassband
- The Wonder March
- Three Sketches, suite voor brassband
- Try To Remember
- Variations, voor twee trombones en brassband

### Kamermuziek
- Pocketful O'Jingle, voor drie gelijke instrumenten
- Polly Perkins, voor 3 cornets
- Rondino, voor trompet en piano
- Variations on a Mozart Andante, voor koperkwintet

## Publicaties
- The Rhetorico-Musical Structure of the Goldberg Variations : Bachs Clavierübung IV and the Institutio Oratoria of Quintilian., Music Analysis, 6, nos. 1-2 (July 1987): 89-131.